# Naczynie grzbietowe

Segment zasiodełkowy typowego skąposzczeta. Naczynie grzbietowe podpisane jako dorsal blood vessel

Naczynie grzbietowe (łac. vas dorsale) – osiowe naczynie krwionośne występujące w układzie krążenia wielu bezkręgowców, często stanowiąc naczynie główne, a nawet rozrastając się do postaci serca.
U wstężnic z grup Heteronemertea i Hoplonemertea naczynie to należy do naczyń głównych wraz z parą naczyń bocznych, z którymi łączy się za pośrednictwem naczyń poprzecznych. W tylnej swej części naczynie grzbietowe otwiera się do zatoki tylnej.
U większości pierścienic mających układ krwionośny zamknięty naczynie grzbietowe pełni funkcję naczynia głównego. Leży ono w krezce grzbietowej. Osadzone jest na błonie łącznotkankowej, wysłane śródbłonkiem i przynajmniej miejscami zaopatrzone w mięśnie. Jego rytmiczne skurcze przepychają krew do przodu. W każdym metamerze odchodzą od niego naczynia okrężne, łączące je z naczyniem brzusznym. Ponadto u licznych wieloszczetów odchodzą od niego naczynia grzbietowo-parapodialne, zaopatrujące parapodia. U niektórych wieloszczetów i rurkoczułkowców część naczynia grzbietowego jest zgrubiała tworząc serce. Wieloszczety z rodziny Eucinidae mają naczynie grzbietowe podwójne, a z rodziny Amphinomidae potrójne.
U pazurnic naczynie grzbietowe leży w zatoce osierdziowej i, ciągnąc się przez prawie całe ciało, w każdym segmencie przebite jest parą ostiów przez które hemolimfa wylewa się do środkowej jamy ciała (układ krwionośny otwarty). Podobnie sytuacja ma się u niektórych prymitywnych stawonogów. U większości z nich jednak naczynie grzbietowe jest wyraźnie zróżnicowane na serce i wychodzącą z niego dogłowowo aortę.
Zbudowane ze śródbłonka i mięśni naczynie grzbietowe stanowi również element układu krążenia półstrunowców.